# 中华香简草
中华香简草（学名：Keiskea sinensis）为唇形科香简草属下的一个种。其种加词“sinensis”意为“中华的”。
现接受名为中华马香草（Collinsonia sinensis (Diels) Harley, 2003）。